# Enicospilus xanthocephalus
Enicospilus xanthocephalus är en stekelart som beskrevs av Cameron 1905. Enicospilus xanthocephalus ingår i släktet Enicospilus och familjen brokparasitsteklar. Inga underarter finns listade i Catalogue of Life.